# International Harvester
Pour les articles homonymes, voir IHC.
La société International Harvester Company (en abrégé IHC puis IH) était un important constructeur américain de machines agricoles, d'engins de construction, de camions, d'autobus et de produits ménagers et commerciaux. En 1902, J.P. Morgan fusionne les sociétés McCormick Harvesting Machine Company et Deering Harvester Company, ainsi que trois petits fabricants d'équipements agricoles, pour former International Harvester.
En 1985, International Harvester vend la majeure partie de sa division agricole à Tenneco Inc. qui la fusionne avec sa filiale J.I. Case pour constituer la marque Case IH. Selon les termes de l'accord de vente de IH à Tenneco, International Harvester qui ne conserve que le secteur véhicules industriels est renommé Navistar International Corporation en 1986.

## Histoire

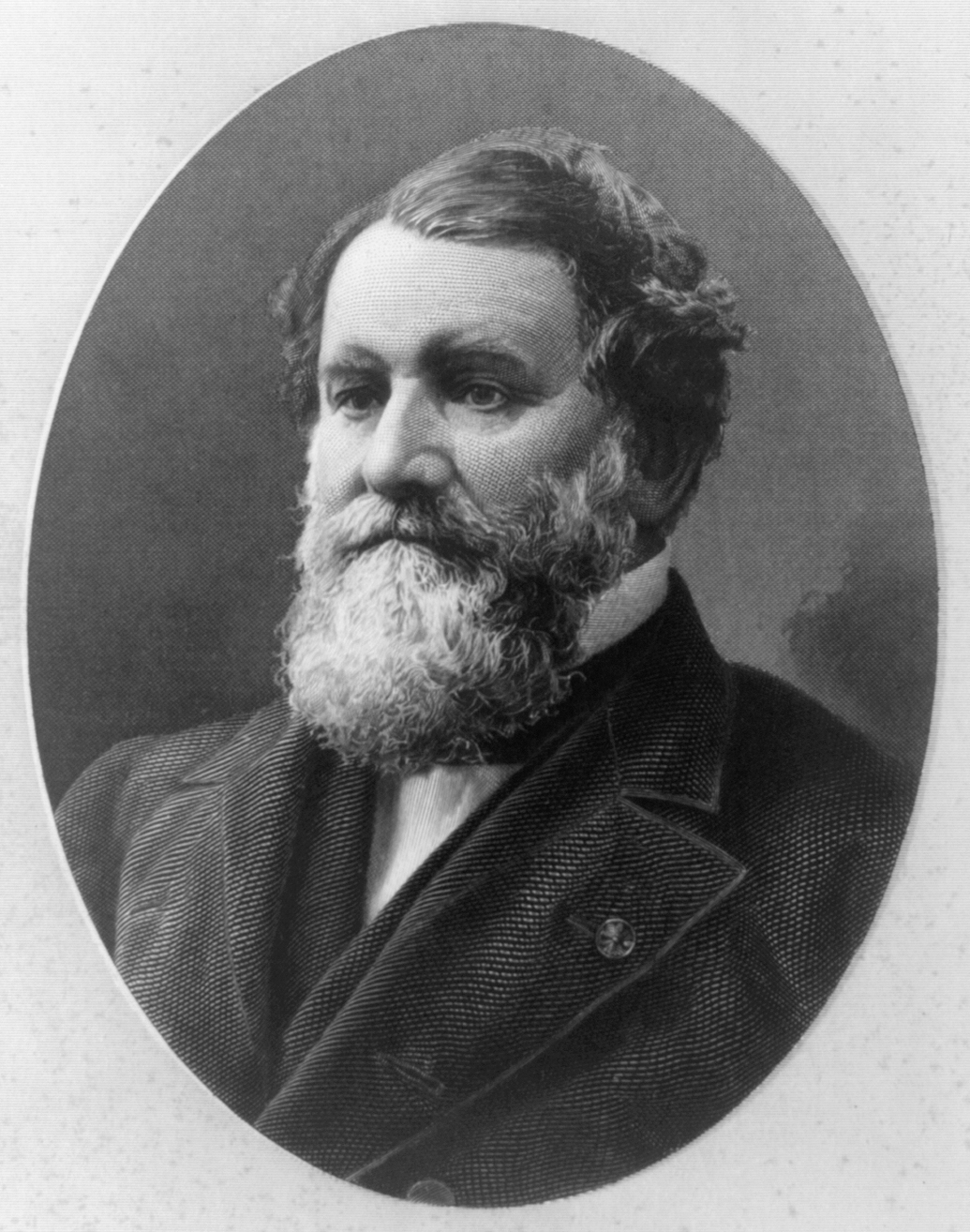
Cyrus Hall McCormick

### Création de l'entreprise
La création de la société International Harvester remonte à 1830, lorsque Cyrus Hall McCormick, un inventeur de Virginie, termine la mise au point d'une faucheuse tirée par des chevaux, dont il fit la démonstration en 1831 et pour laquelle il obtint un brevet en 1834. Avec son frère Leander J. McCormick (1819-1900), McCormick s'installe à Chicago en 1847 et crée la McCormick Harvesting Machine Company. La moissonneuse McCormick s'est bien vendue, en partie grâce à des pratiques commerciales avisées et novatrices. Il a adopté des techniques de marketing et de vente en développant un vaste réseau de vendeurs formés capables de démontrer le fonctionnement des machines sur le terrain.
McCormick décède en 1885. La société revient à son fils, Cyrus McCormick Jr., dont l'antipathie et l'incompétence envers le travail organisé a déclenché l'affaire Haymarket, l'origine de May Day comme une fête du travail. En 1902, McCormick Harvesting Machine Company et Deering Harvester Company, ainsi que trois petites entreprises d'équipements agricoles (Milwaukee Harvesting Machine Co., Plano Manufacturing Co. & Warder, Bushnell & Glessner - produisant sous la marque Champion) fusionnent pour donner naissance à International Harvester Company. Le banquier J.P. Morgan a fourni le financement. En 1919, l'usine Parlin et Orendorff à Canton, Illinois, était le principal centre de production de charrues. International Harvester rachète l'usine, la baptisant Canton Works et a continué la production pendant plusieurs décennies.

### La période dorée de IH
En 1926, IH commence à produire dans une nouvelle usine à Rock Island (Illinois), construite uniquement pour fabriquer le nouveau tracteur Farmall. En 1930, le 100 000e tracteur Farmall est produit. IH décide de proposer un véritable tracteur « polyvalent » conçu pour satisfaire les besoins de l'agriculteur américain moyen. La série de tracteurs Farmall « lettre », conçue par Raymond Loewy en 1939, rencontre un énorme succès et IH gagne des parts de marché qu'il conserve pendant une bonne partie des années 1940 et 1950, malgré la forte concurrence de Ford, John Deere et d'autres fabricants américains de tracteurs agricoles.
IH se classe au 33e rang des sociétés américaines par chiffre d'affaires durant la Seconde Guerre mondiale et sa production est diversifié, dont la torpille Mark 13.

En 1946, IH fait l'acquisition d'une usine d'armement à Louisville (Kentucky), qui a été agrandie et rééquipée pour la production des Farmall A, B et des nouveaux tracteurs type 340. En 1948, IH acquiert la Metropolitan Body Company de Bridgeport, Connecticut. Il s'agit de l'usine où seront fabriquées les carrosseries de la gamme de camions et de camionnettes IH Metro commercialisés à partir de 1938 jusqu'en 1964. La puissance des tracteurs produits augment sans cesse, avec le Farmall 806 de 110 CV.
En 1974, IH fête le cinq millionième tracteur produit dans l'usine Rock Island Farmall.
Au cours des années 1960 et 1970, malgré de bonnes ventes, les marges bénéficiaires d'IH restent faibles. L'expansion continue vers des secteurs d'activité sans aucun lien avec les activités en cours crée une structure organisationnelle lourde et la société a du mal à se concentrer sur une activité principale, qu'il s'agisse d'équipement agricole, d'équipement de construction ou de production de camions. Une gestion trop conservatrice, associée à une politique rigide de promotions internes, tend à étouffer les nouvelles stratégies de gestion ainsi que l'innovation technique. Les productions reposant sur des technologies anciennes ont été maintenues malgré la faiblesse des ventes. Pire, IH a non seulement dû faire face à une forte concurrence dans chacune de ses activités, mais a également dû faire face à des coûts de production accrus, principalement à cause des réglementations environnementales et de sécurité imposées par le gouvernement et les syndicats.

### La chute
En 1979, IH nomme un nouveau Président Directeur Général, déterminé à améliorer les marges et à réduire drastiquement les coûts de production. Les modèles non rentables sont supprimés et la production est réduite. À la fin de l'année, les bénéfices de IH sont à leur plus haut niveau depuis 10 ans, mais les réserves de liquidités sont encore beaucoup trop faibles. Les syndicats sont de plus en plus mécontents des compressions de production et autres mesures de réduction des coûts. Dès le printemps 1979, IH commence à planifier à court terme une grève qui semble inévitable. Le 1er novembre IH annonce des résultats financiers montrant que le président Archie McCardell a reçu une prime de 1,8 million de dollars en 1979. McCardell a imposé des heures supplémentaires, des modifications des conditions de travail et d'autres changements aux salariés du groupe. Ceux-ci commencent une grève le 2 novembre 1979. Peu de temps après, l'économie est devenue défavorable et IH a dû faire face à une crise financière. La grève dure environ six mois. IH perd près de 600 millions de dollars (
2114 millions actuels).
En 1981, les finances de la société sont au plus bas. La crise économique, la grève et les problèmes internes de l'entreprise, ont précipité IH dans un gouffre dont il n'y a qu'une seule issue. Le 26 novembre 1984, après de longues et âpres négociations, IH vend la quasi-totalité de sa division matériels agricoles à Tenneco Inc. Tenneco a une filiale, J.I. Case, qui fabrique des tracteurs mais ne dispose pas d'une gamme complète de produits que IH fabrique : moissonneuses-batteuses, récolteuses de coton, équipement de labour, etc.
Après la fusion, la production de tracteurs à Harvester's Rock Island (Illinois), Farmall Works cesse le 14 mai 1985. La production des nouveaux tracteurs Case IH est transférée dans l'usine J.I. Case Tractor Works à Racine (Wisconsin). La production de moissonneuses-batteuses IH Axial-Flow se poursuit à l'usine de East Moline (Illinois). Memphis Works de Harvester à Memphis (Tennessee), est fermée et la production de machines pour la cueillette du coton est déplacée. Les divisions véhicules industriels (camions) et moteurs sont conservées par Harvester mais, conformément aux accords avec Tenneco, en 1986, Harvester doit changer sa raison sociale en Navistar International Corporation, la marque  Harvester ainsi que le logo IH étant devenus propriété de Tenneco Inc. Actuellement Navistar International Corporation poursuit la production de camions moyens et lourds, d'autobus scolaires et des moteurs sous la marque International.

## Divisions et productions

### Agriculture
Au fil du temps, IH a utilisé plusieurs marques pour commercialiser ses matériels agricoles :
- International (1902–1985)
- Titan (1910–1924)
- Mogul (1911–1924)
- McCormick–Deering (1922–1947)
- McCormick (1947–1958)
- Farmall (1924–1973)
- Fairway (1924–1938)
- Electrall (1954–1956)

La division International Harvester Agriculture était la seconde plus importante division de la société après les camions, mais la branche la plus connue. Lorsque IH a vendu la division matériel agricole à Tenneco en 1985, il y avait la marque International Harvester ainsi que le logo « IH ».
L'un des premiers produits, outre le matériel de récolte que McCormick et Deering avaient fabriqué avant la fusion dans International Harvester Company avait été le Traction Truck, un châssis de camion fabriqué par Morton Traction Truck Company, racheté plus tard par IHC, avec un moteur IHC.
Depuis 1902, date de création de IH, jusqu'au début des années 1920, les produits McCormick et Deering ont conservé leurs marques originales, avec des tracteurs Mogul vendus chez McCormick et les tracteurs Titan chez Deering, en raison de la compétitivité exacerbée et toujours vive entre les anciens rivaux.

### Premiers tracteurs

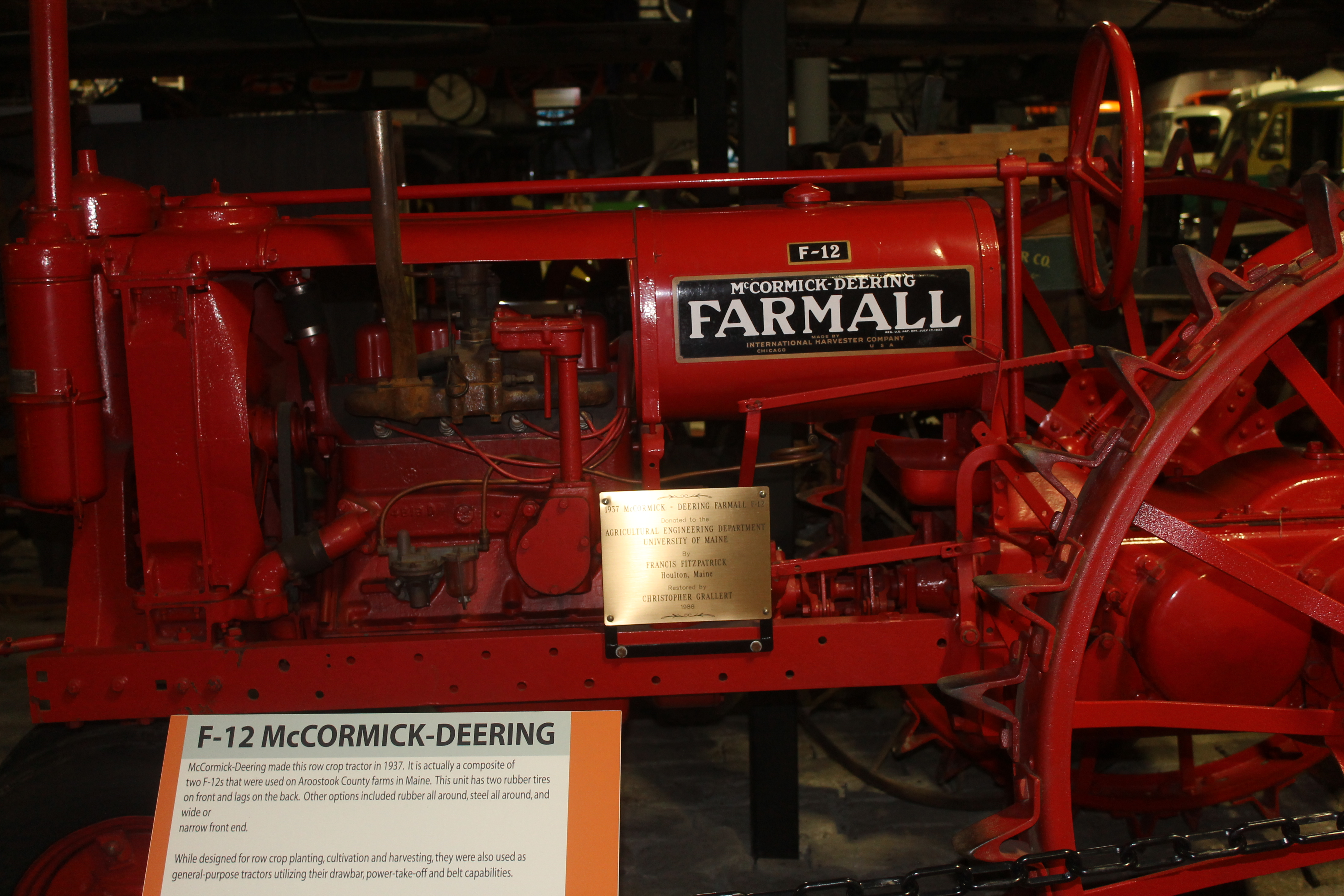
Un tracteur McCormick-Deering de 1937 exposé au Cole Land Transportation Museum à Bangor (Maine)

IH a produit une gamme de gros tracteurs agricoles à essence sous les marques Mogul et Titan. Vendu par les concessionnaires McCormick, le Type C Mogul était un peu plus qu'un moteur stationnaire sur un châssis de tracteur, équipé d'un entraînement par friction avec une vitesse avant et une marche arrière. Entre 1911 et 1914, 862 exemplaires ont été fabriqués. Ces tracteurs ont eu des succès très mitigés car la tendance vers le milieu des années 1910 était « petit » et « bon marché ».
Les premiers tracteurs importants de IH étaient les modèles 10-20 et 15-30, lancés en 1915. Ces tracteurs, plus petits que leurs prédécesseurs, étaient principalement utilisés comme moteurs de traction pour tirer des charrues et pour faire tourner la courroie des batteuses. Les 10-20 et 15-30 étaient tous les deux commercialisés sous des versions différentes mais similaires, par Mogul et Titan.
À cette époque, IHC a racheté un certain nombre de petites entreprises pour intégrer leurs produits pour diversifier la gamme IH. Parlin & Orendorff - P & O Plough et Chattanooga Plough ont été rachetés en 1919. D'autres marques incorporées sont Keystone, D.M. Osborne, Kemp, Meadows, Sterling, Weber, Plano et Champion.
En 1924 IH lance le tracteur Farmall, un tracteur à usage général plus petit, pour contrer la concurrence des tracteurs Fordson de Ford Motor Company. Le Farmall était le chef de file de la catégorie des tracteurs agricoles émergents.

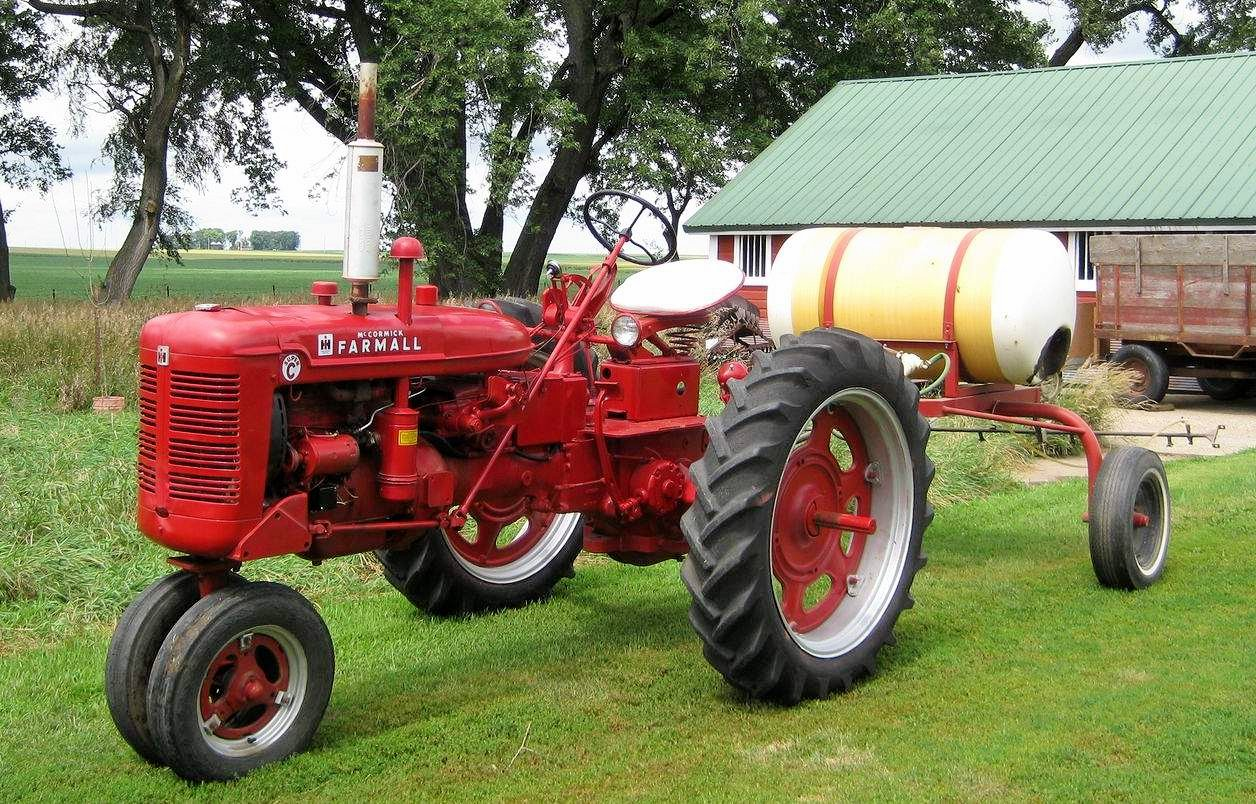
Un IH Farmall Super C de 1954

Après l'introduction du Farmall, IH a présenté plusieurs modèles de la « Série-F » d'aspect similaire qui offraient des améliorations par rapport au premier modèle connu sous le nom de « Regular ».
En 1932, IH produisait son premier moteur diesel sur le tracteur à chenilles McCormick-Deering TD-40. Ce moteur devait d'abord démarrer avec de l'essence, puis passait en diesel grâce à un switch. Les moteurs diesel de cette époque étaient difficiles à démarrer par temps froid, et l'essence a permis au moteur de démarrer facilement et complètement avant de passer au diesel dans toutes les conditions météorologiques. En 1935, ce moteur a équipé le IH WD-40, devenant le premier tracteur diesel sur roues en Amérique du Nord. Le premier tracteur diesel du monde était le Benz-Sendling BS 6 allemand, introduit en 1922.

### Série lettre et série standard

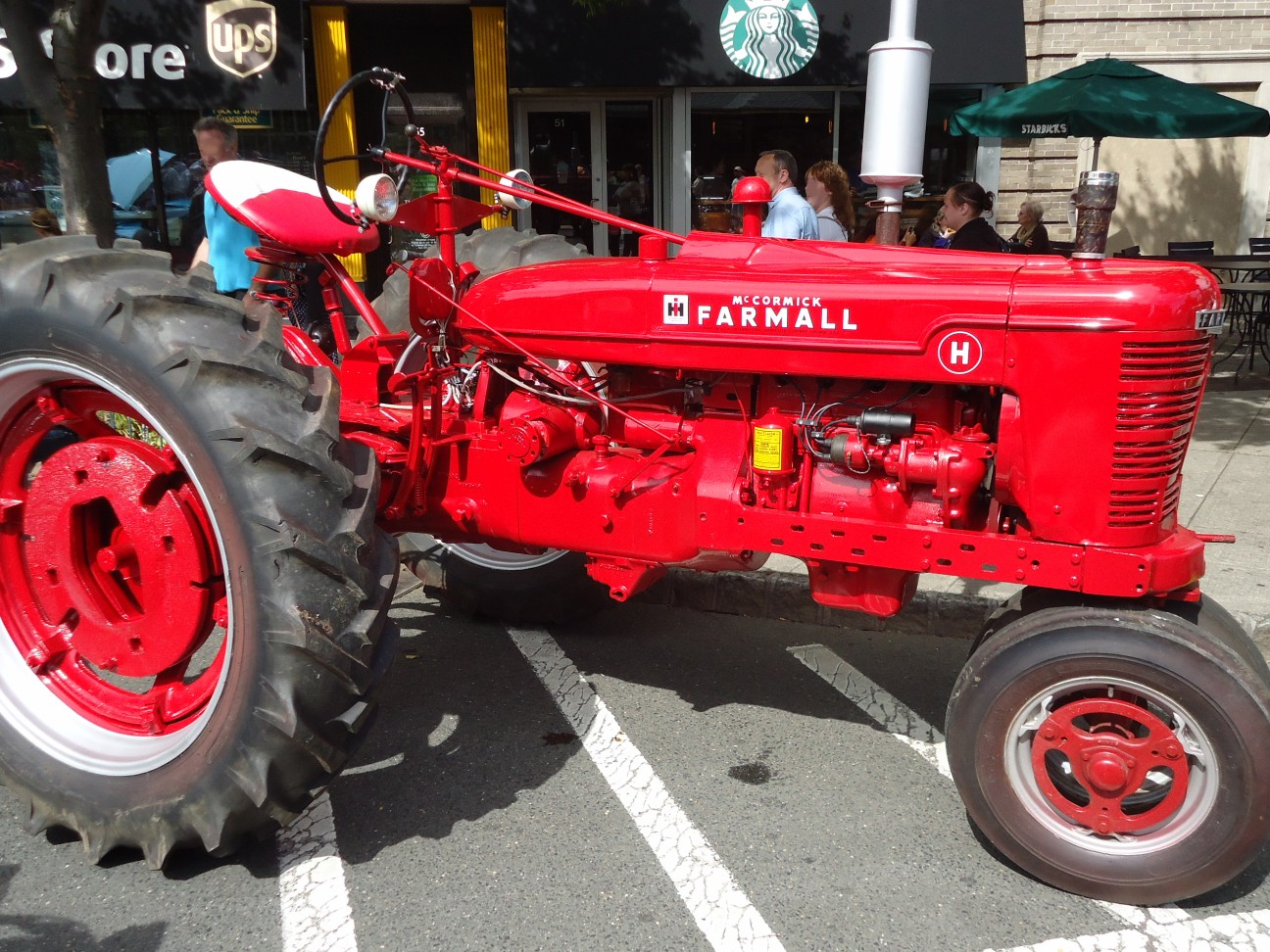
Un tracteur McCormick Farmall

En 1939, le designer industriel Raymond Loewy a été recruté pour concevoir une nouvelle ligne de tracteurs. Les tracteurs de la « Série-lettres » a été lancée avec un style élégant alliant des fonctionnalités nouvelles. La « série de lettres » Farmall comprend les modèles A, B, BN, C, H et M et la « série standard » McCormick-Deering, les modèles W-4, W -6 et W-9. L'année modèle 1941 a été marquée par l'introduction du modèle MD, le premier tracteur à moteur diesel. Plus de dix ans plus tard, John Deere, le plus important concurrent d'IH, a introduit une option diesel sur ses tracteurs. Les tracteurs des séries lettres ont été actualisés en 1953 avec la série « super » à l'exception du A, devenu « super » en 1947, et du B et du BN, qui ont été supprimés en 1948.
Les tracteurs « Séries-lettre » et « standard » ont été produits jusqu'en 1954. Ils ont été des produits déterminants dans l'histoire de IH.
En 1947, IH lance le plus petit tracteur de la ligne Farmall, le Cub, destiné aux petites exploitations. Comme avec les modèles L / LA / LI de John Deere, le marché « résistant à la mécanisation » que les constructeurs espéraient pénétrer était celui des petites fermes familiales pauvres du sud des États-Unis. IH a surtout vendu le Cub aux riches propriétaires de grandes fermes qui voulaient un deuxième tracteur. La production du Cub commença à l'usine Farmall Works-Louisville (anciennement Curtiss-Wright Aircraft de Louisville, Kentucky) qui fut agrandie, remodelée et rééquipée. Vendu 545 US$ en 1947, le Cub s'est avéré extrêmement populaire et sa conception originale lui a permis d'en poursuivre la production sans modification significative jusqu'en 1979.
En 1955, IH lance la gamme de tracteurs Série-100. Bien qu'ils aient bénéficié de quelques retouches esthétiques mais de très peu de nouvelles fonctionnalités, ils étaient de simples mises à jour des modèles datant de 1939. Le seul modèle nouveau de la gamme de 1955 était le 300 Utility. En 1957, IH opère une nouvelle mise à jour de sa gamme en augmentant la puissance de certains modèles et ajoute un nouveau modèle, le 230 Utility. Malgré une légère amélioration des ventes, l'incapacité de IH à remplacer ses produits obsolètes était déjà patente.

### Rappel de la série 60
En juillet 1958, IH lance une grande campagne publicitaire pour présenter une nouvelle ligne de tracteurs afin de faire remonter les ventes dont le niveau a touché le plus bas. A Hinsdale (Illinois), IH invite plus de 12.000 concessionnaires de plus de 25 pays pour la présentation de la nouvelle série de tracteurs « 60 », dont les tracteurs 460 et 560 à six cylindres, uniques en leur genre. La joie liée à cette nouvelle ligne de tracteurs a été de très courte durée. Un des premiers incidents qui a conduit à la chute de IH est survenu moins d'un an après. En juin 1959, IH a dû rappeler tous les tracteurs modèles 460, 560 et 660 à cause de défaillances graves des composants de l'entraînement final. IH, qui voulait être le premier constructeur de grosses cylindrées, n'a pas réussi à fiabiliser les disques finaux des nouveaux tracteurs à six cylindres, composants inchangés depuis 1939 qui cédaient rapidement sous le stress des moteurs plus puissants de la série 60. Les concurrents de IH ont profité du rappel et IH a perdu à tout jamais de nombreux clients qui se sont tournés vers les tracteurs New Generation de John Deere lancés en 1960.

### Années 1960

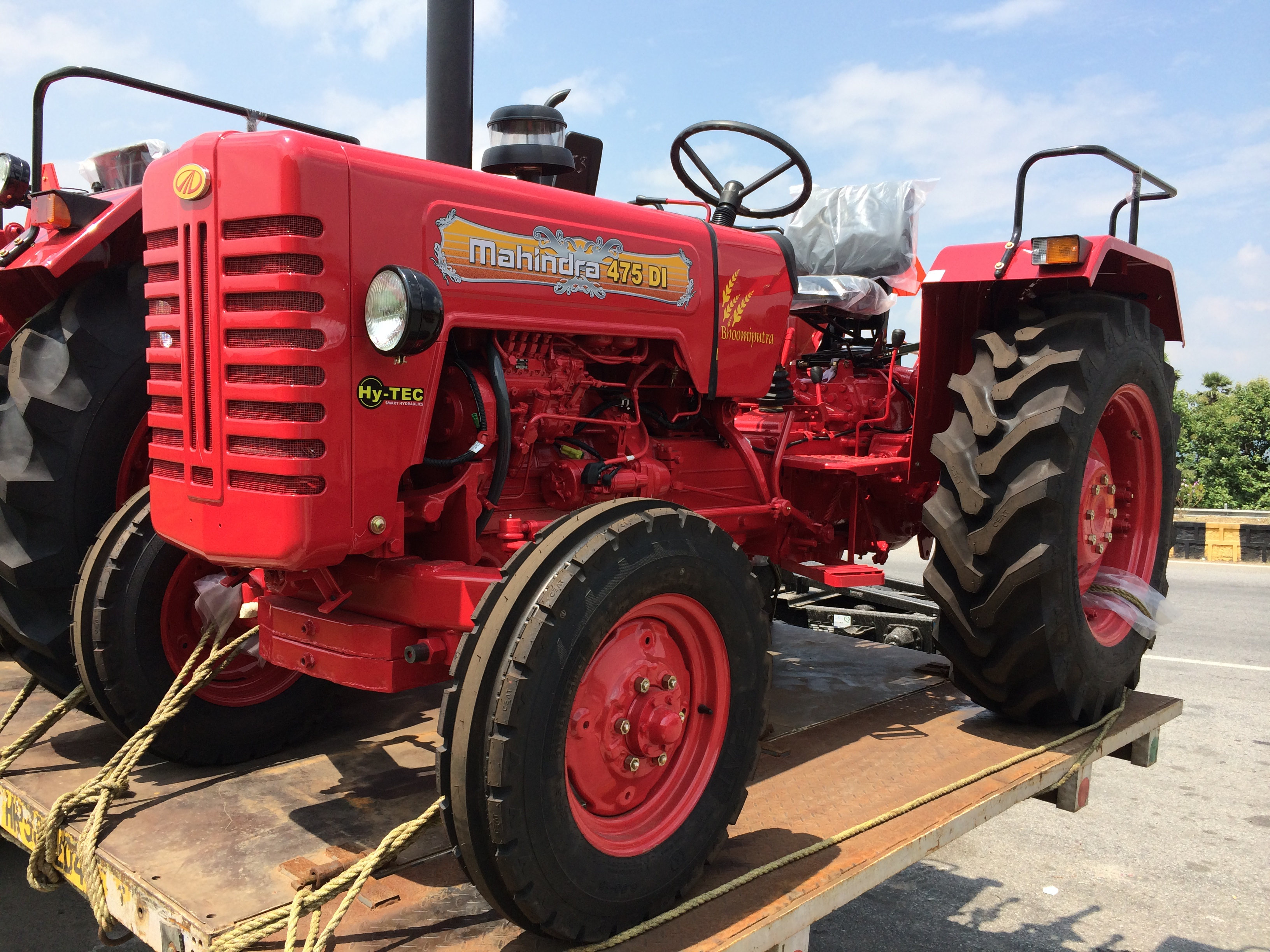
Modèle IH B275 fabriqué en Inde par Mahindra

Tout au long des années 1960, IH a introduit de nouveaux modèles de tracteurs et essayé de nouvelles techniques de vente. La production de tracteurs étant la composante principale de l'entreprise, IH devrait rester compétitif dans ce domaine. En fait, tout a échoué car l'agriculture était sur le point de changer et IH devait affronter ses concurrents dans une course effrénée à la nouveauté. En 1963, IH introduit les tracteurs 706  (73 ch) et 806 (95 ch). En 1964, IH fabrique son quatre millionième tracteur, un 806. En 1965, IH présente son premier tracteur à deux roues motrices de 100 hp, le 1206. Une option est disponible en 1965 pour les 706, 806 et le 1206 : une cabine installée en usine, fabriquée par Stopler Allen Co.. Cette cabine est souvent surnommée « boîte de crème glacée » en raison de sa forme. La cabine pouvait être équipée d'un ventilateur et d'un chauffage. En 1967, plus de cent mille modèles 706, 806 et 1206 ont été construits. Le 276 a également été construit à cette époque devenant populaire dans les petites fermes avec des voies plus étroites.
En 1967, les tracteurs de la série 56 ont remplacé la série 06, plus gros et plus puissants. En 1969, IH présente le 1456 Turbo avec 131 ch (98 kW) et le 826 de 91 ch avec, en option, une boîte de vitesses ou une transmission hydrostatique.

### Années 1970
En 1971, IH lance la série 66 avec les modèles 766 (85 ch), 966 (101 ch),  1066 turbo (125 ch), 1466 Turbo (145 ch), le 1468 V8 (145 ch) et le 4166 4WD de 130 ch. Les 966 et 1066 étaient disponibles avec des transmissions Hydro ou une boîte de vitesses.
En 1973, IH a officiellement retiré le nom « Farmall » de ses tracteurs. Cela a mis fin à une ère qui avait commencé avec le premier Farmall Regular en 1924.
Le 1er février 1974 à 9.00 h, le cinq millionième tracteur est sorti de la chaîne de montage de l'usine Farmall dans l'Illinois. IH a été le premier fabricant de tracteurs à atteindre ce résultat.
En 1977, International Harvester a présenté sa première moissonneuse-batteuse Axial-Flow, produite à East Moline, Illinois, restée en fabrication plus de 30 ans.
En 1979, IH a présenté deux nouveaux tracteurs : les 3388 et 3588, connus sous le nom « 2+2 4WD ». Ces tracteurs étaient le résultat de l'assemblage de deux extrémités arrière de 1086 reliées par une boîte de transfert. Bien que ces modèles n'aient pas connu de déboires mécaniques, ils ne se sont vendus qu'à quelques exemplaires.

### Années 1980
Au début des années 1980, IH avait retrouvé une certaine stabilité, tout comme l'économie américaine, mais son avenir restait incertain. En septembre 1981, à l'occasion d'un séminaire avec ses concessionnaires, IH annonce la nouvelle série 50, le 5088 de 136 ch (101 kW), le 5288 de 121 ch (121 kW) et le 5488 de 187 ch (54 kW). IH annonce également la série 30, qui comprenait le 3088 de 81 ch (60 kW) 3088, le 3288 de 90 ch (67 kW), le 3488 Hydro de 112 ch (84 kW) et le 3688 de 113 ch (84 kW). Ces nouveaux modèles étaient innovants, conçus par le designer industriel Gregg Montgomery, dont la société Montgomery Design International concevra plus tard les tracteurs de la série Magnum de Case IH. IH a dépensé plus de 29 millions de dollars pour développer cette nouvelle série, et le résultat sera la dernière grande gamme de tracteurs d'International Harvester.
De nombreuses innovations technologiques ont été utilisées dans la nouvelle série. Un système de surveillance informatique (Sentry) a été développé et IH est devenu le premier fabricant à ajouter un ordinateur à un tracteur agricole. Parmi les autres innovations, il faut citer un changement de vitesses « Z », une transmission synchronisée à 18 vitesses, un système de refroidissement avant qui aspire l'air au-dessus du capot, un système hydraulique à trois pompes « Power Priority » et un nouveau système d'attelage arrière. La série 50 était couverte par une garantie de trois ans ou de 2.500 heures sur les moteurs ce qui devint plus tard un standard. Bien qu'aucun nouveau record de vente n'ait été établi, IH a vendu un nombre respectable de ces tracteurs pendant leur courte période de production. IH a également sorti la Série 60 2+2s et avait prévu la Série 70 Super 2+2, mais seuls quelques rares exemplaires existent aujourd'hui. Le 14 mai 1985, le dernier tracteur IH est sorti de la ligne d'usine, un FWA 5488.
IH développait une nouvelle ligne de tracteurs qui aurait dû révolutionner le monde de l'agriculture quand la vente de la division machines agricoles a été annoncée. Beaucoup de ces nouvelles caractéristiques ont trouvé leur place dans la nouvelle série de tracteurs MAGNUM introduite par Case IH en 1987.
À la fin des années 1970, IH a conclu un accord avec le constructeur espagnol ENASA pour construire des moteurs diesel en Espagne sous la marque Internacional de Motores. Du fait du ralentissement de l'économie et du marché espagnol et des problèmes liés à l'entrée de l'Espagne dans la CEE, la rentabilité de ce projet étant menacée, International Harvester s'est retiré en 1982. En échange d'être autorisé à échapper à toutes les conditions de la coentreprise, IH a perdu son investissement initial dans l'usine de moteurs. IH a ensuite vendu le constructeur britannique de camions Seddon Atkinson qui appartenait à IH depuis 1974, à ENASA en 1983 qui a lui-même été racheté par le groupe Fiat-IVECO en 1990.

### Filiales étrangères de matériel agricole

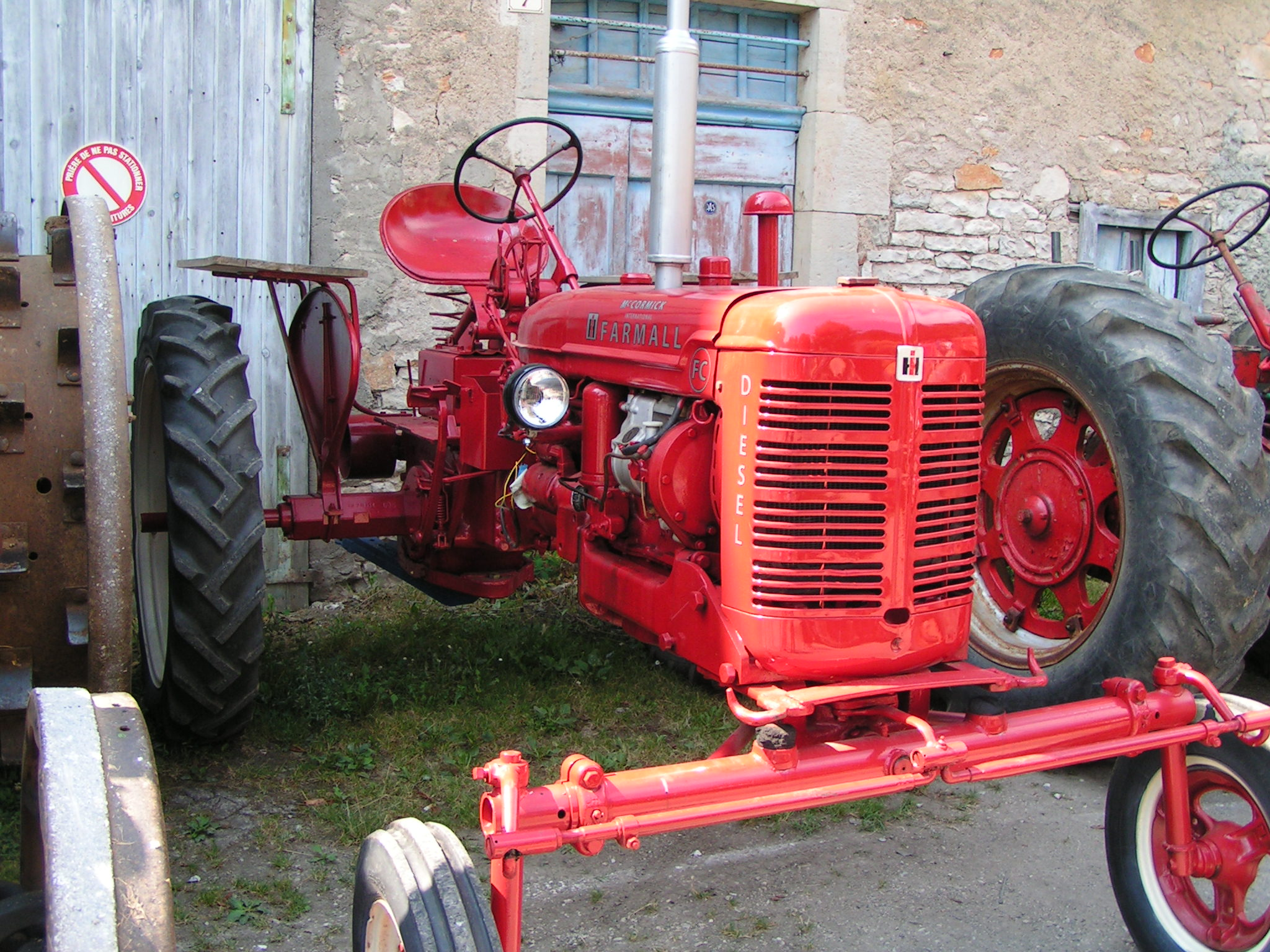
IH Farmall FC

La société International Harvester a créé de nombreuses filiales à l'étranger, en direct ou sous forme de joint-venture avec cession de licences. Une filiale a été créée en France : International Harvester (France)
Le premier tracteur Mc Cormick français fabriqué à Saint-Dizier est le FC sorti à la fin de l'année 1950.
Le Farmall FC, version française du Farmall C américain, est lancé en 1951 avec le moteur américain C-113 à essence de 20 ch. Il existe trois modèles à voie large, à roue unique ou jumelées. Une gamme complète d'outils portés était disponible (charrues, faucheuse, cultivateur, semoir en ligne, etc.) le plaçant au rang de tracteur polyvalent, d'où son nom : Farm = ferme, All = tout, qui est traduit par « tracteur à tout faire dans la ferme ».
Les tracteurs produits en Grande-Bretagne ont fait l'objet, de la part des constructeurs County et Roadless, de l'ajout d'un pont avant moteur, devenant des véhicules à transmission intégrale.

### Véhicules industriels

#### Camionnettes - vans

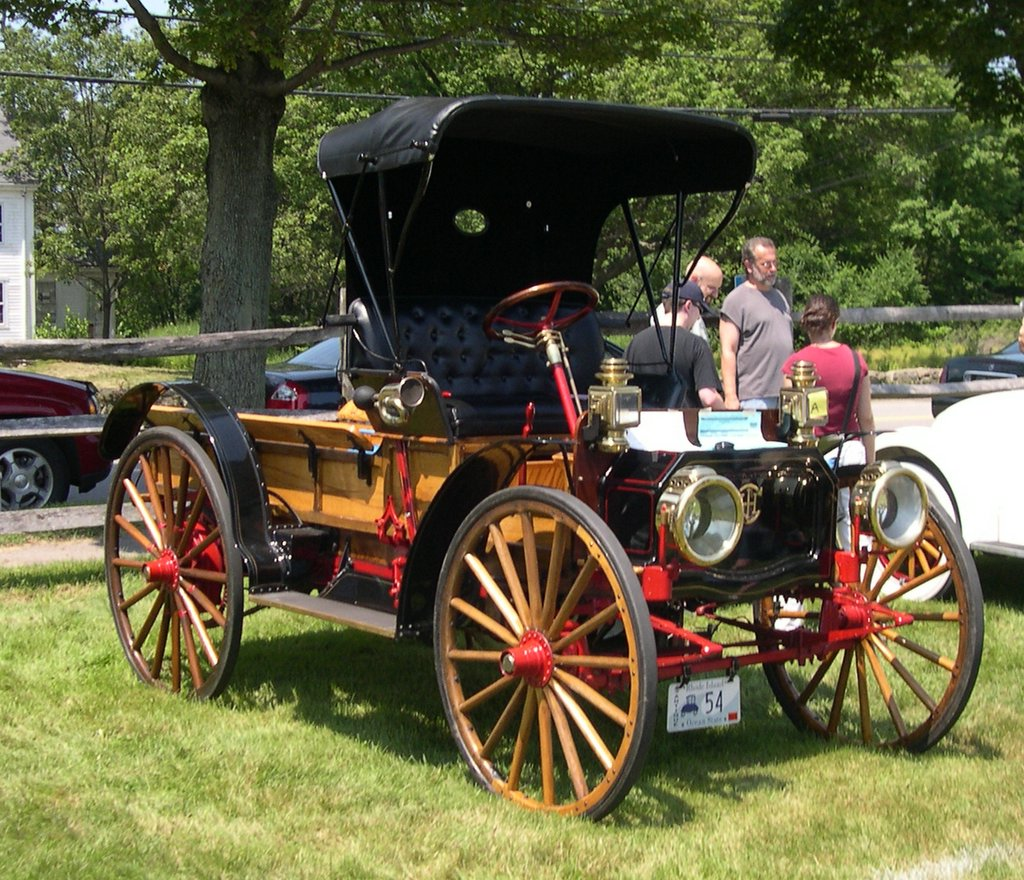
IH Auto-Wagon de 1911

On garde en mémoire la marque IH comme celle d'un fabricant de véhicules « légers » innovants, en concurrence directe avec les Big Three américains. Les plus courants étaient les pick-up - camionnettes. IH a fait des camions légers de 1907 à 1975, en commençant par le modèle A Auto Wagon, parfois appelé le Auto Buggy. Sa production a débuté en février 1907 chez IH McCormick Works à Chicago, puis transférée à Akron, Ohio, en octobre de la même année. Propulsé par un moteur à cylindres opposés horizontaux, refroidi par air, d'environ 15 ch (11 kW), c'était un modèle à conduite à droite populaire dans les zones rurales grâce à une garde au sol élevée sur les routes pauvres typiques de l'époque. L'Auto Wagon a été rebaptisé Motor Truck en 1910 et fut le précurseur de la camionnette moderne. Ils ont porté la marque IHC jusqu'en 1914, lorsque le nom « International » a été appliqué pour la première fois. Le dernier modèle de ligne légère a été fabriqué le 5 mai 1975.
IH a également connu un succès rapide avec l'Auto Buggy, dont la production a débuté en février 1907. Au milieu des années 1940, International a lancé les camions des séries K & KB, plus simples que les autres camions de cette époque. Viennent ensuite la série L en 1949, remplacée par la série R en 1952, puis la série S en 1955. En 1957, pour célébrer l'anniversaire d'IH en tant que fabricant de camions, elle est remplacée par la nouvelle série A, « A » signifiant anniversaire. Avec de légères modifications à son apparence mais des changements plus sérieux sous la coque (et un numéro pour les nouveaux noms), cette conception a continué dans la production jusqu'à son remplacement par le 1100D en 1969, qui ressemblait beaucoup au Scout.

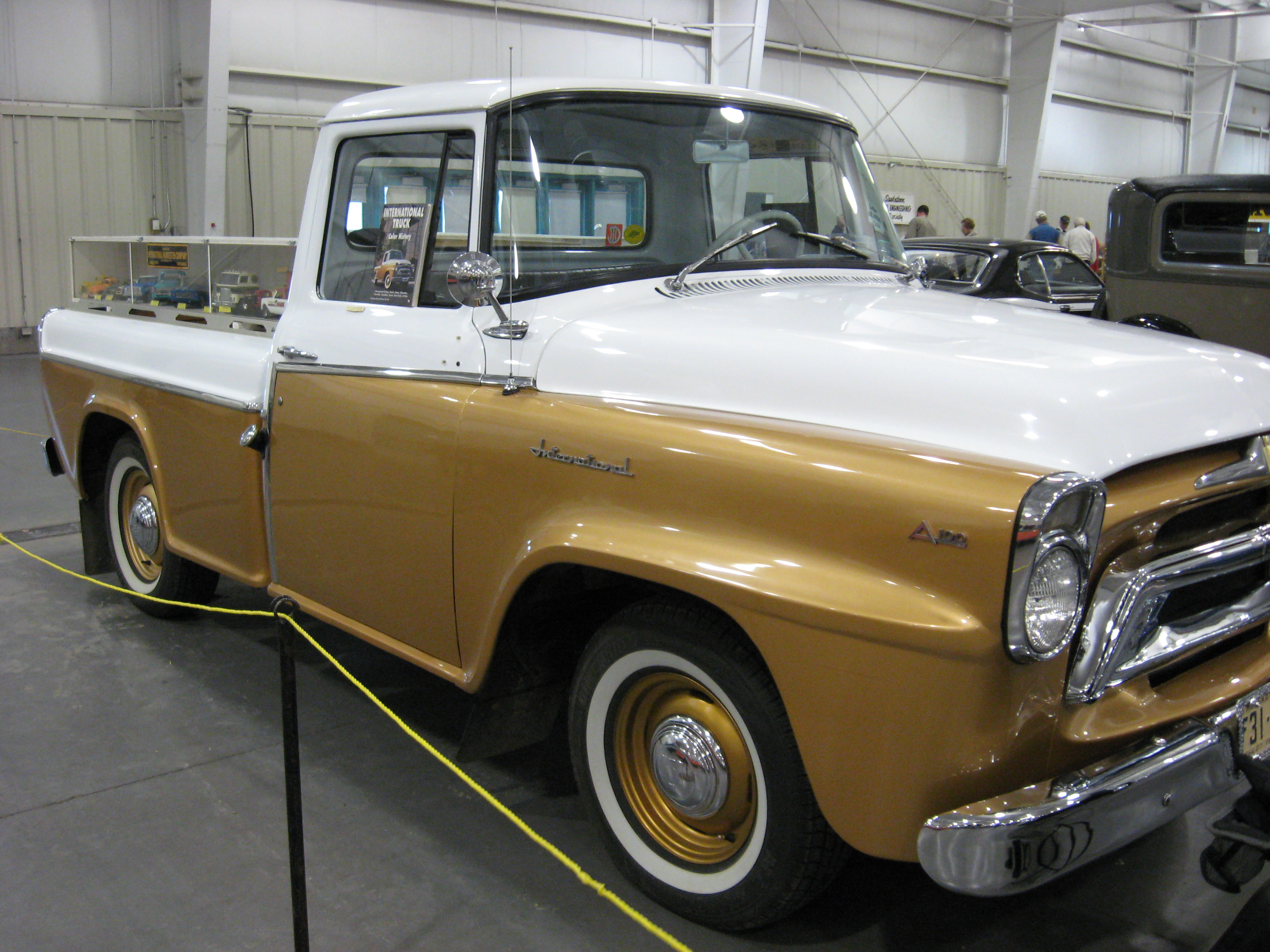
IH Série A pick-up 1956

La ligne Métro des fourgons intermédiaires de livraison correspondait à la série « lettre ». Lancée en 1938 et fabriquée jusqu'en 1975, la série Metro a été produite et mise à jour régulièrement. Des variantes à usage spécial ont été vendues, comme le Metro Coach, une version bus avec des fenêtres et des sièges passagers ou avec la possibilité d'une personnalisation complète au niveau carrosserie. D'autres variantes étaient basées sur des moteurs et des châssis de type poids moyen.

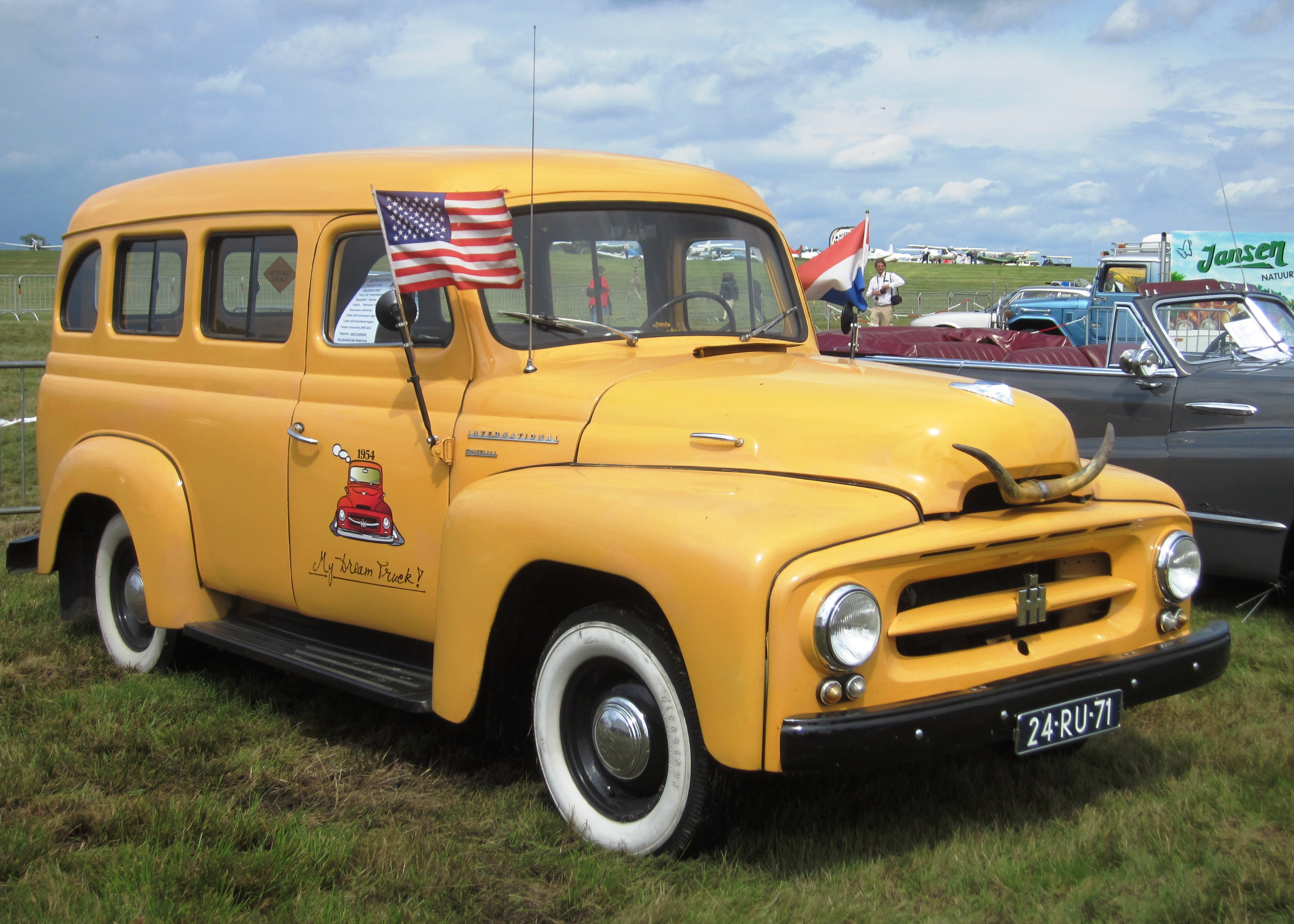
IH Travelall R-110 de 1953

L'un des véhicules légers les plus connus est le Travelall, dont le concept était semblable à celui du Chevrolet Suburban. Le Travelette était un pick-up disponible avec deux ou quatre roues motrices. Une version à trois portes a été disponible à partir de 1957, la version à quatre portes à partir de 1961. La Travelette à quatre portes de 1961 (crewcab) était le premier camion six places à quatre portes de son époque. Le Scout, introduit pour la première fois en 1961, est un petit SUV à deux portes, semblable à une Jeep. En 1972, le Scout devient Scout II, et en 1974, les essieux Dana 44, la direction assistée et les freins à disque sont disponibles en base. Après l'arrêt des pick-up Light Line et Travelall en 1975, les Scout Traveler et Terra ont reçu un empattement plus long que celui d'un Scout II standard.
IH a abandonné la vente de véhicules de tourisme en 1980 pour se concentrer sur les camions et les autobus scolaires. Aujourd'hui, les pick-up, Travelalls et Scouts sont devenus des véhicules cultes. Ils étaient également disponibles en tant que véhicules tout terrain robustes à quatre roues motrices.

#### Camions moyens / lourds
IH était un des plus importants constructeurs américain de camions moyens et lourds. Bien que basés sur des châssis de camion, IH est devenu le principal fabricant de châssis pour autobus scolaires conventionnels (type C). En 1962, IH lance le Loadstar qui est devenu le premier camion de poids moyen. En 1978, IH lance la S-Série, qui a remplacé le Loadstar.
Les divisions camions et moteurs étant restées dans le giron d'IH après la vente de la division agricole en 1985, International Harvester Company a dû changer sa raison sociale en Navistar International en 1986 qui poursuit la fabrication et la commercialisation de camions et de moteurs.
Le moteur diesel Ford Power Stroke a été fabriqué par International Truck and Engine Corporation à Indianapolis, Indiana, pour une utilisation dans les camions lourds Ford, les camionnettes et les SUV.

#### Matériel militaire
IH a fabriqué des véhicules légers, moyens et lourds à usage militaire. La camionnette Métro a été vendue à l'armée tchécoslovaque en 1938, comme les tracteurs M5 et les camions M-5H-6 de 2,5 tonnes pour l'US Navy et les Marines en 1942. Environ 3 500 camions de 2,5 tonnes M-5-6-318 à l'Union Soviétique et à la Chine.

#### Campingcars - Motorhomes
Dans les années 1970, certains carrossiers américains utilisaient des moteurs IHC et des châssis nus pour réaliser des motorhomes. La plupart des carrosseries montées étaient en fibre de verre.

## Filiales à l'étranger

### Australie
International Harvester Australia, filiale du constructeur américain, a entretenu une relation de longue date avec l'armée australienne depuis le début des années 1950 avec les camions de la série AS. L'AS164 2×4 utilisé comme tracteur et l'AS161 2×4 utilisé pour le transport de troupes.
La coopération entre International Harvester Australia, l'armée australienne et l'Army Design Establishment du ministère australien de l'Approvisionnement du Commonwealth, a permis de concevoir et développer une gamme complète de camions pour l'armée australienne. Avec une cabine reprenant celle du Cab 13 du Canadian Military Pattern, le premier prototype réalisé en 1959 fut l'International Truck Cargo 2½ Ton General Service, Australian N°1 Mk1.  suivi par le prototype Mk2. Une variante avec un treuil a donné naissance au premier modèle de production, le Mk3 a été mis en service en 1963 - juste à temps pour l'entrée en guerre de l'Australie au Viêt Nam.
Une version 6×6 de cinq tonnes a suivi avec trois variantes principales le Truck Cargo 5 Ton avec le treuil F1 qui a remplacé le Mk3 au Vietnam. La version F2 équipé d'une benne basculante a remplacé l'International Harvester AB160 sur les opérations au Vietnam et à Bornéo.
Cette gamme de camions a été produite jusqu'en 1973. Les Mk3, Mk4, F1, F2 et F5 sont restés en service jusqu'à la fin des années 1980.

#### ACCO

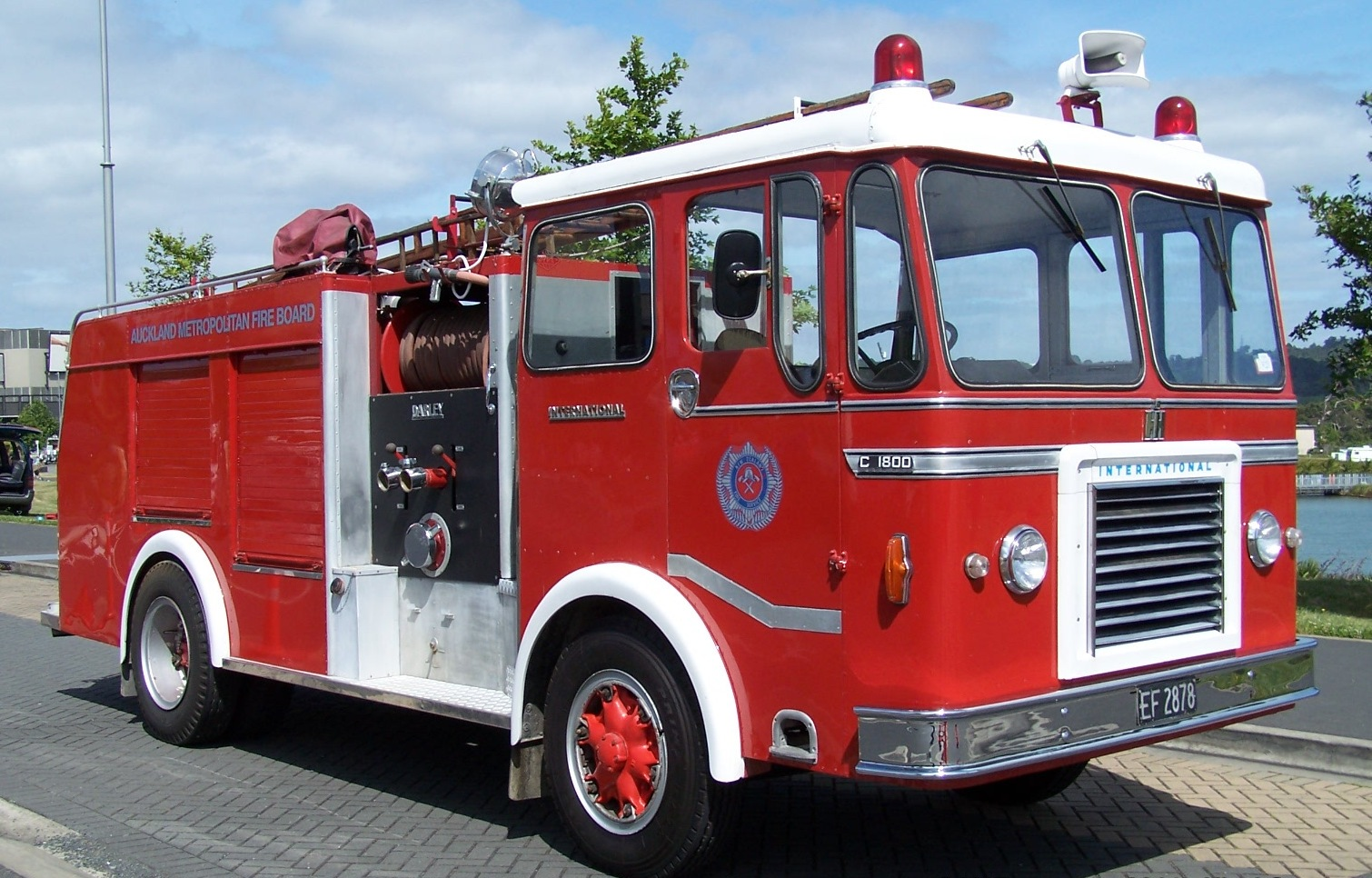
Véhicule incendie ACCO C1800 de 1969

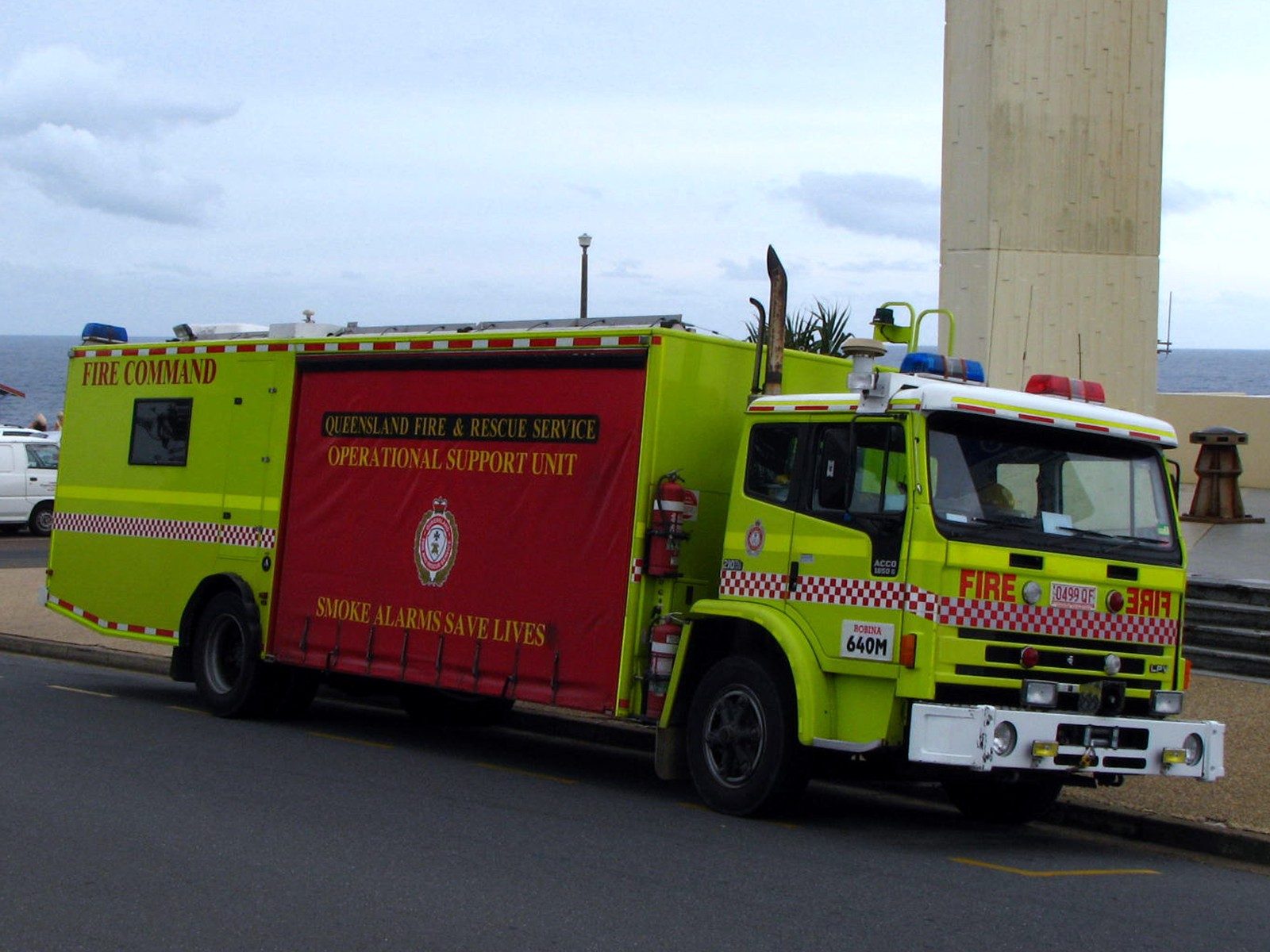
Véhicule incendie Iveco ACCO en 2000

La gamme de camions conçue et produite en Australie ACCO a été présentée pour la première fois à la fin des années 1950 dans une version militaire sous le nom d'AACO. La version civile, avec une cabine digne de ce nom, a été lancée en 1961. L'ACCO "A" de la 1re génération était un camion avec cabine avancée proposé en configuration 4×2, 4×4, 6×2, 6×4, 8×4 et 10×4. Les moteurs utilisés étaient, au choix, Cummins, Caterpillar, Detroit Diesel, Perkins, Neuss ou GMC avec des transmissions Road-Ranger ou Allison et des différentiels Rockwell. La gamme ACCO était fabriquée sur commande, pour des opérateurs privés, les services d'incendie, les militaires et les services municipaux d'Australie et de Nouvelle-Zélande. L'ACCO est devenu le produit le plus populaire d'International Harvester en Australie. 
La gamme ACCO, très actualisée avec les générations B & C, continue à être fabriquée à ce jour en Australie, sous la gestion d'IVECO qui a racheté International Trucks Australia en 1989 et qui fabrique localement sa gamme internationale et une version toujours sous le nom ACCO.

### Brésil
La filiale brésilienne International Harvester Máquinas S.A. a été créée avec le soutien du gouvernement brésilien dans le cadre d'un projet visant à développer l'industrie automobile locale. Le premier produit fut le camion lourd International S-184. En 1966, Chrysler a racheté l'usine brésilienne d'International.

### Séries américaines de camions depuis 1960

#### Loadstar (1962-1979)

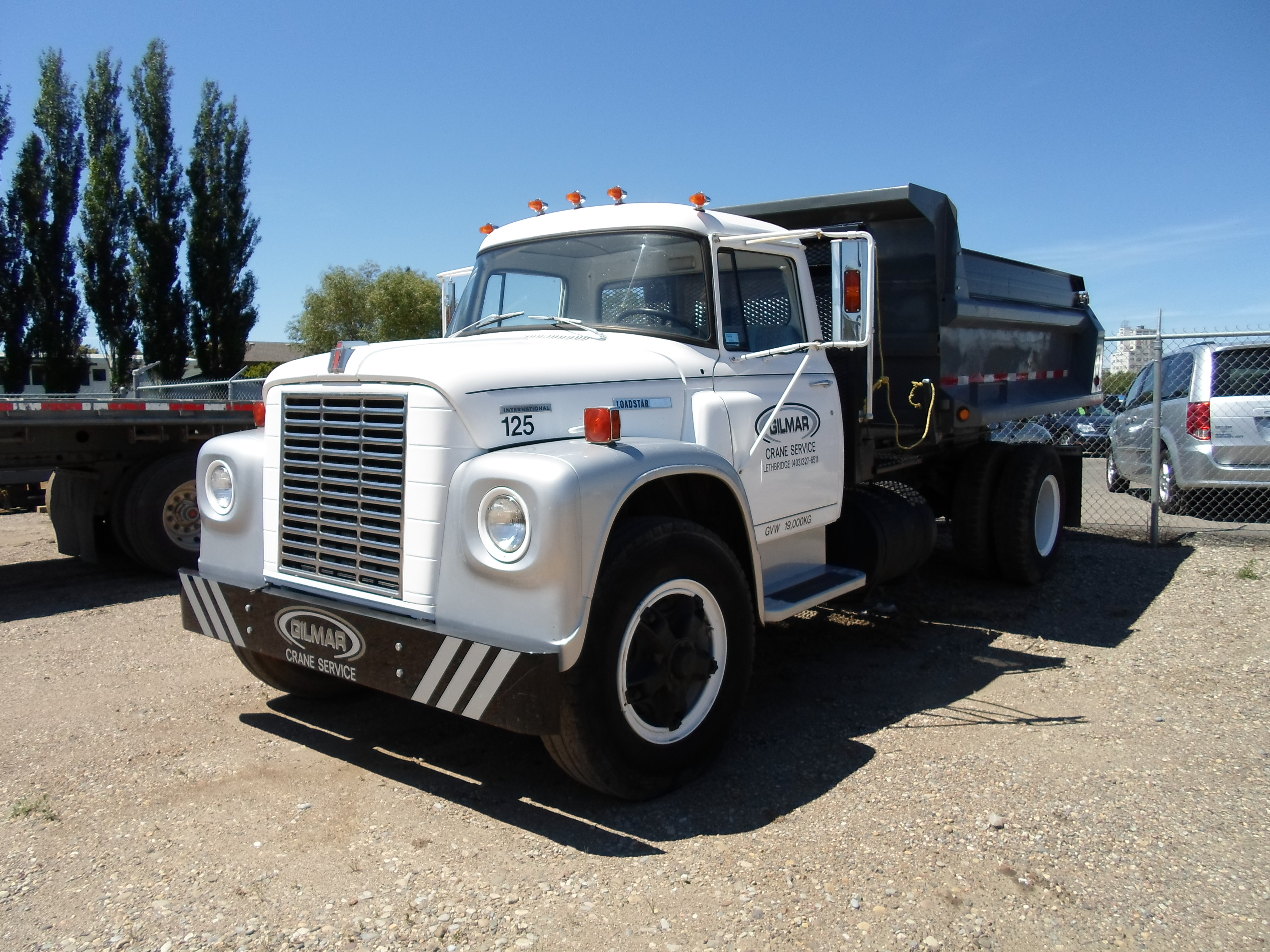
International Loadstar 1970

La première génération des Loadstar était utilisée principalement pour les livraisons locales. Le châssis a été utilisé pour fabriquer des autobus de ramassage scolaire et des camions de pompiers, les industries agricoles et la construction. Il était facilement reconnaissable avec sa grande grille grise. La plupart étaient des versions 4×2 de poids moyen, mais quelques modèles lourds 6×4 ont été construits. Cette série a été remplacée par la série S des années 1970.

#### Fleetstar (1962-1977)
Le Fleetstar était un camion lourd conventionnel à capot court remplaçant les Séries-R. Conçu principalement pour une utilisation professionnelle, le Fleetstar a été configuré avec des essieux arrière simples ou tandem. Le Fleetstar a été remplacé par la Série-S en 1978.

#### CO-4000 (1965-68)

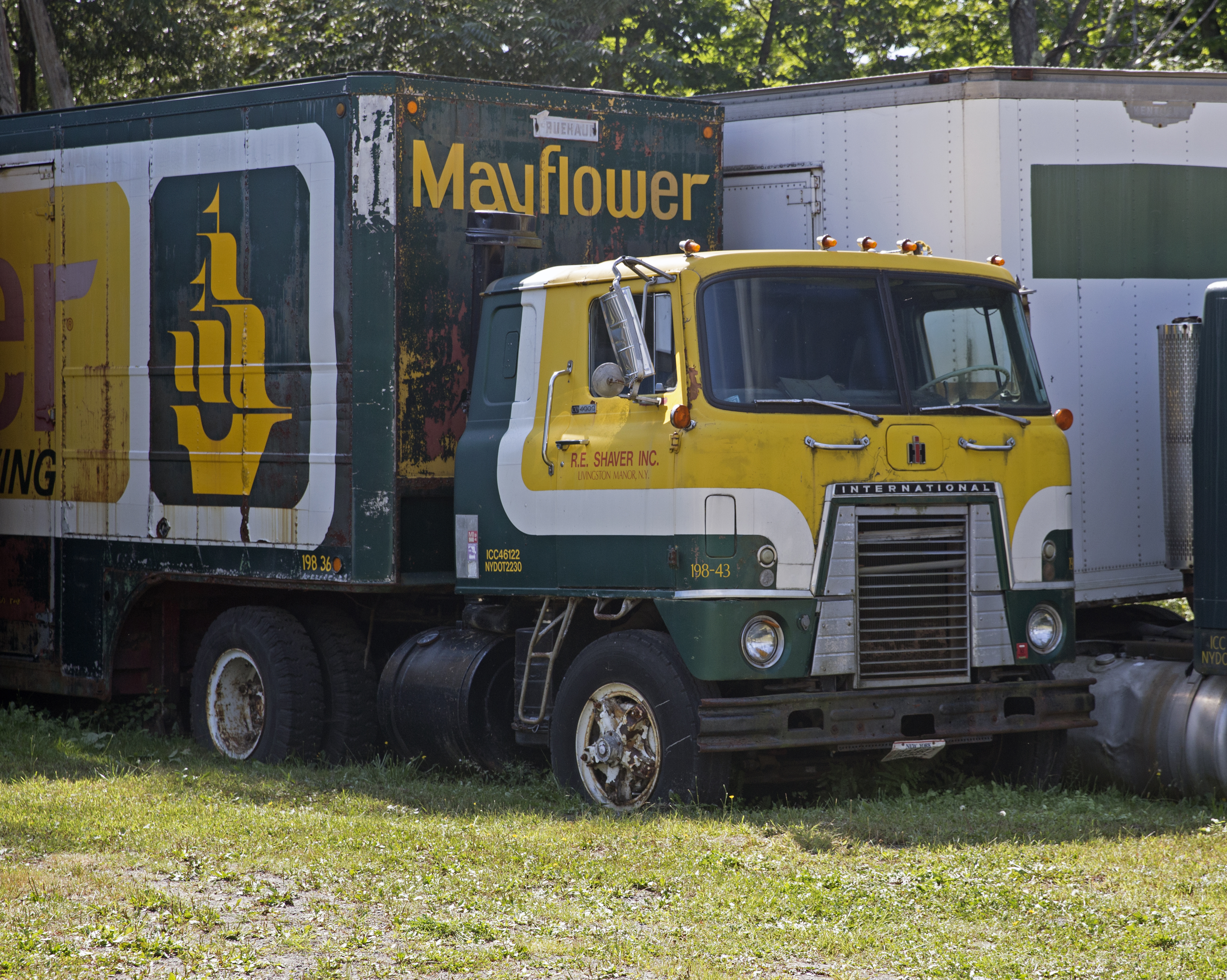
International CO 4000

Le CO-4000 a été le premier tracteur routier entièrement conçu par International Harvester, remplaçant une génération de tracteurs à cabine basculante dérivée du Diamond T. Ce camion inaugure la caractéristique grille de calandre trapézoïdale qui deviendra la caractéristique de la marque.
Le CO-4000 a été remplacé par la série Transtar en 1968.

#### Transtar / Transtar II (1968-1981)

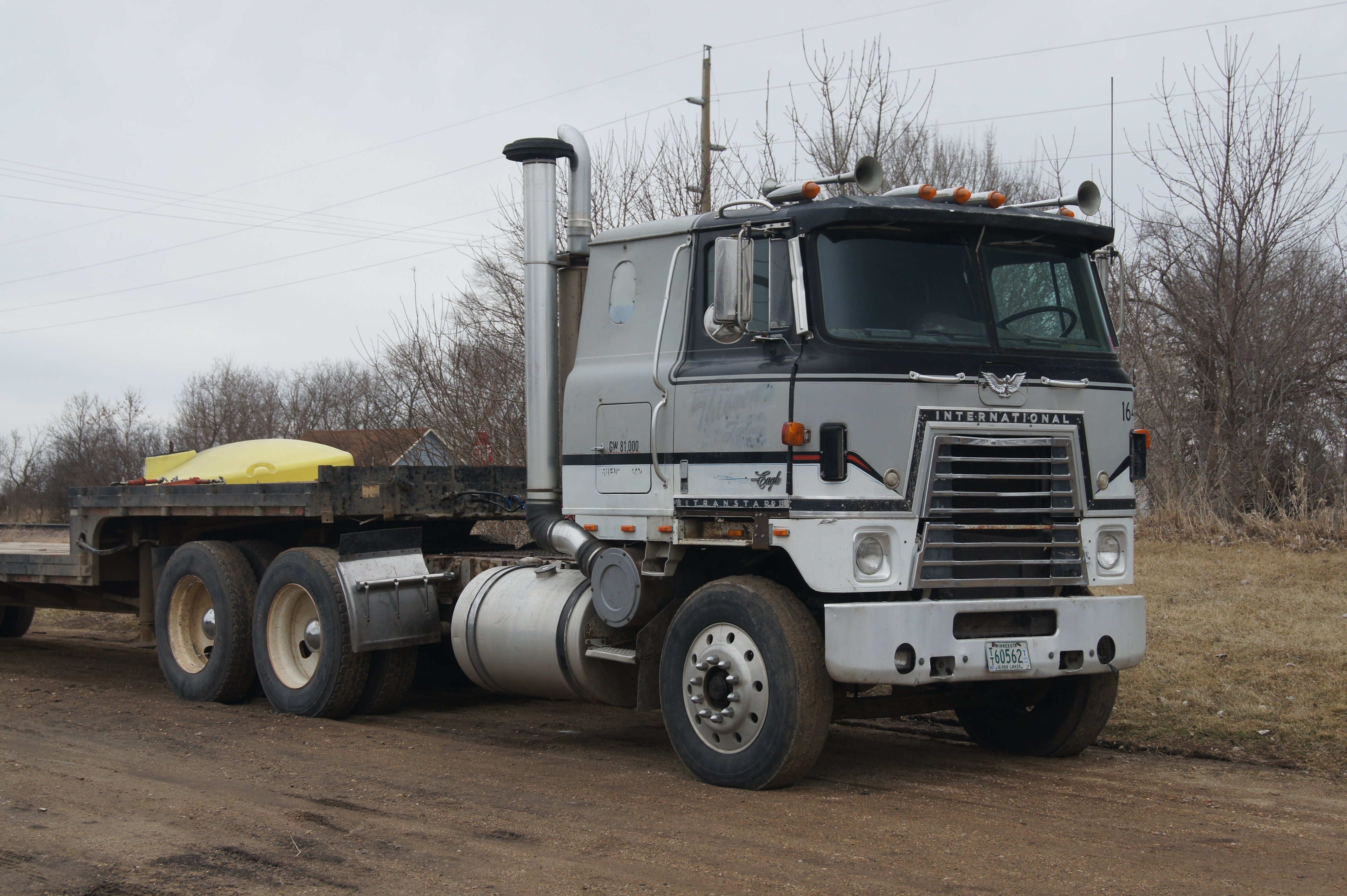
International Transtar II Eagle de 1970

En 1968, la cabine du CO-4000 a fait l'objet d'une refonte importante dans le but d'installer des moteurs diesel de plus grande cylindrée. En partageant la calandre trapézoïdale du CO-4000, le Transtar a ajouté une bande extérieure noire à la calandre, devenant une caractéristique partagée avec le dernier Cargostar. En 1974, le Transtar II a été introduit. Bien que sans changement esthétique, le Transtar II disposait de moteurs de plus grande cylindrée.

#### Cargostar (1970-1986)
Le camion à cabine basculante Cargostar a vu le jour en 1963, sous le nom de CO-Loadstar. Il a été revu en 1970 avec une cabine élargie, similaire à celle du Ford Série-C. Le Cargostar était une camionnette de taille moyenne dotée de moteurs à essence ou diesel.
Le Cargostar a été remplacé par l'International 400/500/700/900, produit par Nissan Diesel (UD) de 1986 à 1991.

#### Transtar Conventional (1971-1984)
Le Transtar Conventionnel a été introduit en 1971 conçu essentiellement pour le transport régional. Le Transtar était disponible en deux longueurs de capot, en fonction des spécifications du moteur.
En 1985, le Transtar à capot long a été rebaptisé l'International 9370, marquant le début de la série International 9000.

#### Paystar (1973-2016)

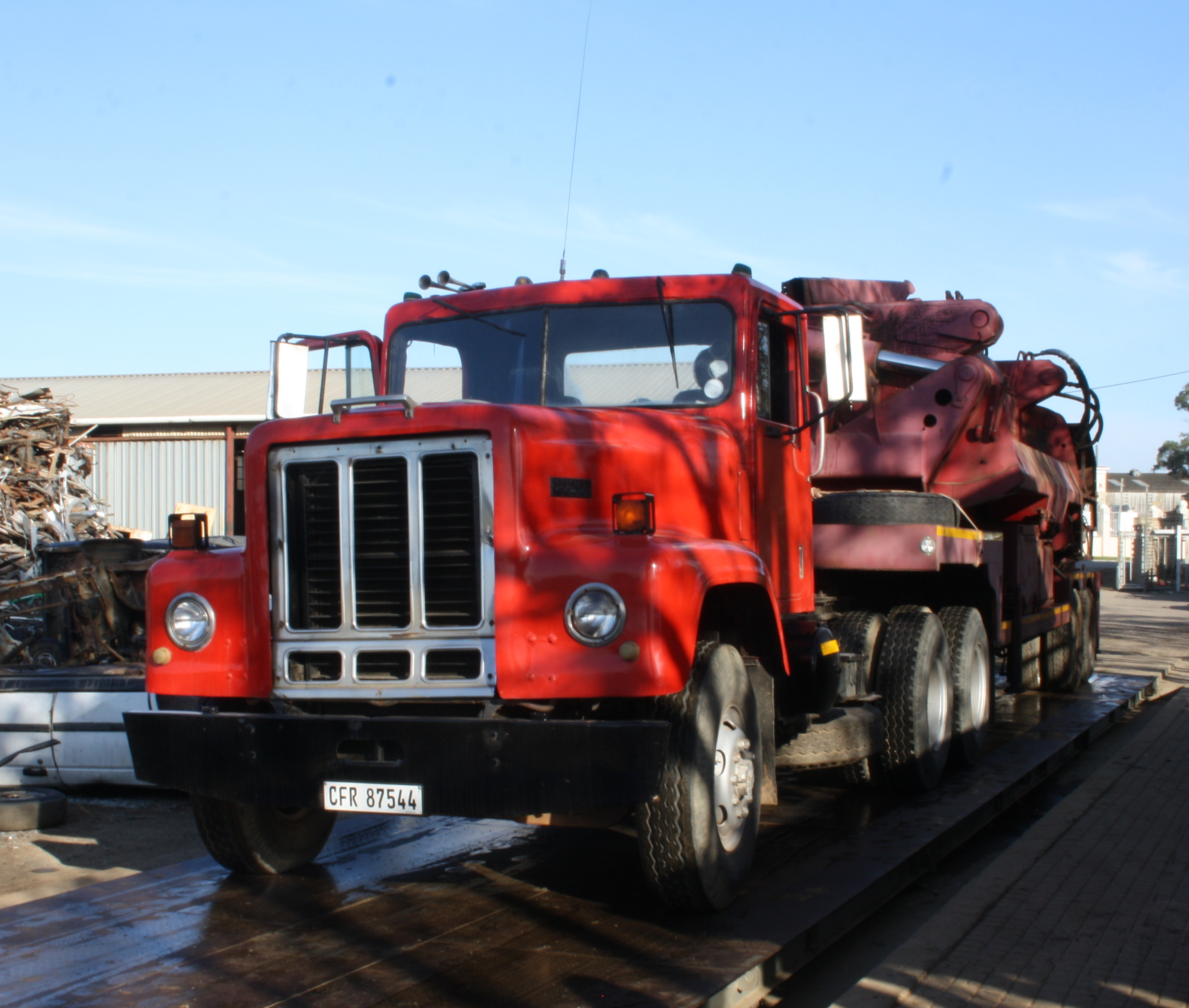
International Paystar 5000 de 1980

En 1973, International Harvester met au point un tout nouveau camion conventionnel lourd pour remplacer les camions R 210/230 datant de 1960 et Série-M de 1964. En utilisant la cabine du Transtar Conventional, le Paystar 5000 a reçu des ailes en acier plat.
En 2016, la série International HX a remplacé le Paystar tout en conservant la cabine.

#### Série-S (1977-2001)
La Série-S est une gamme de camions conventionnels de moyen tonnage, introduite en 1977, regroupant les lignes Loadstar et Fleetstar en une seule gamme de produits. Pour ce faire, la Série-S a été produite en camion porteur, tracteur et châssis de bus à capot. La gamme disposait de versions avec des essieux arrière simples ou en tandem et en configuration 6×4 et 6×6.
La Série-S d'International Harvester a connu deux générations et est restée au catalogue du constructeur pendant plus de 15 ans. En 2001, elle a été remplacée par la Série 4000 rebaptisée ensuite Durastar. En 2004, la production de la Série-S a pris fin lorsque Navistar a produit son dernier châssis de bus conventionnel de cette génération.

#### COE Série 9000 (1981-présent)

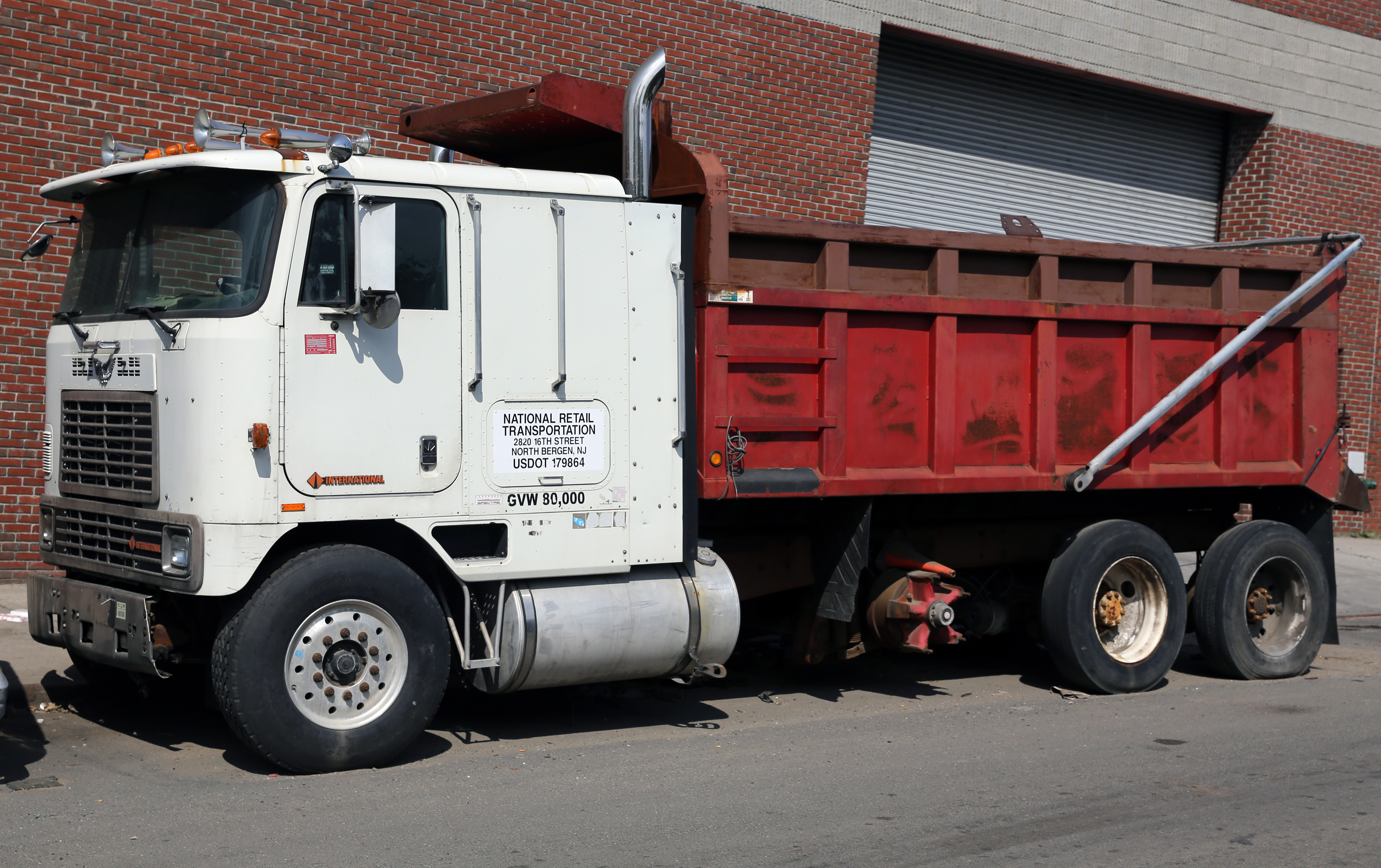
International CO 9670

En 1981, International Harvester décide de remplacer le Transtar II par un tout nouveau tracteur routier à cabine avancée basculante. Utilisant des moteurs diesel de plus petite cylindrée, le CO 9670 XL présente une cabine plus large, des portes plus grandes (identiques à celles du Transtar 4000) et un pare-brise plus grand avec une calandre presque identique à celle du Transtar II. En 1988, une version à essieu avant en retrait a été introduite, devenant le premier camion vendu en Amérique du Nord avec un plancher complètement plat.
Après 1998, les camions de la Série 9000 n'ont plus été produits aux États-Unis, Navistar ayant exporté l'outillage. En 2017, la gamme de modèles reste en production à l'extérieur de l'Amérique du Nord.

### Outillage domestique

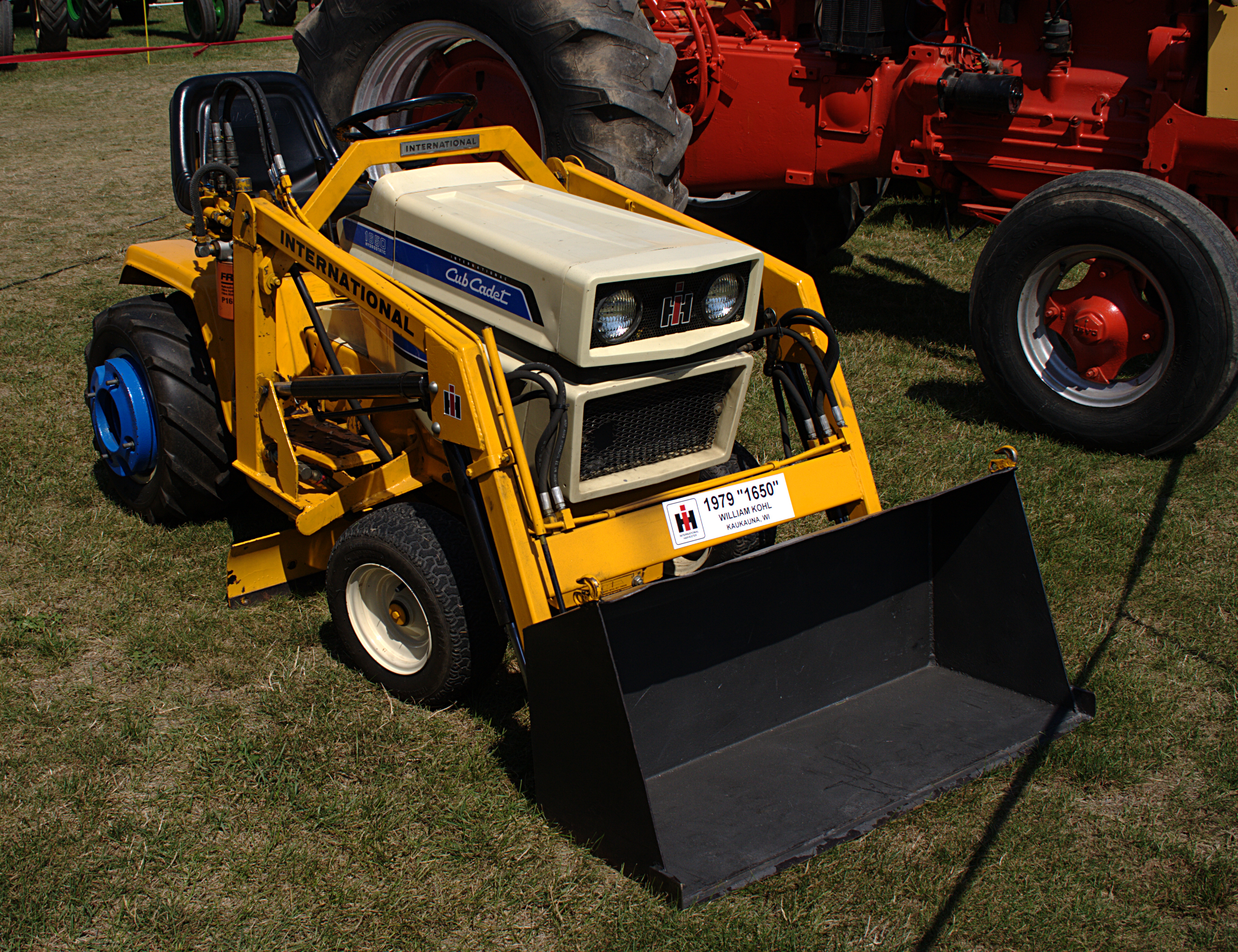
Mini chargeuse pour particuliers Cub Cadet en 1979

#### Pelouses et jardins
Au cours des années 1960, IH s'est diversifié dans le secteur des pelouses et jardins pour particuliers avec la gamme d'équipement Cub Cadet, qui comprenait des tondeuses à gazon et des machines de déneigement, des broyeurs à compost, motoculteurs rotatifs, tracteurs de jardin Cadet et des laveuses à pression.
La mini-chargeuse Cub Cadet de 1979 a été fabriquée pendant deux ans avant que la ligne ne soit vendue à Modern Tool & Die Company en 1981.

#### Appareils ménagers
Plus connu pour les machines agricoles, IH a également fabriqué des appareils ménagers pour les agriculteurs et les non-agriculteurs. Cela comprenait l'équipement de réfrigération comme les réfrigérateurs, les climatiseurs et les congélateurs. IH possédait sa propre division de réfrigération, tout comme les autres constructeurs automobiles de l'époque : Ford avait Philco, Chrysler avait Airtemp, General Motors avait Frigidaire, Nash-Kelvinator Corporation et American Motors avait Kelvinator, Studebaker avait Franklin Appliance Company, et Crosley avait Crosley.
La division des appareils IH avait été initialement conçue pour fabriquer des articles de qualité destinés aux agriculteurs, dont la plupart venaient de recevoir de l'électricité après la Seconde Guerre mondiale. Parmi les offres figuraient des refroidisseurs de lait et des chambres de congélation pour la viande. Ces produits ont été lancés en 1947 et vendus pendant moins de dix ans. La division frigorifique a été vendue à Whirlpool Corporation en 1955.

## Autres produits

### Armes
Au début de l'année 1951, l'Armée des États-Unis contacte International Harvester pour fabriquer des fusils semi-automatiques M1 Garand qui, entre 1953 et 1956, en a produit 337 623 exemplaires au total, selon le département des munitions de l'Armée.

### HT-341
En 1959, International Harvester a créé un tracteur à turbine à réaction appelé International HT-341. Il a été donné à la Smithsonian Institution en 1967.

## Fusion avec Case
Rachetée par Tenneco, la branche agricole d'International Harvester devient Case-IH en 1985. Les tracteurs disposent des couleurs rouge (RAL 3003), noir (RAL 9011) et gris (RAL 9006) en remplacement du traditionnel mélange rouge (RAL 3003) et ivoire (RAL 1015).

## Intégration dans le groupe Fiat
En 1999, Fiat Group rachète le groupe américain Case IH qui le fusionne avec sa filiale New Holland pour donner naissance à CNH - Case New Holland - en novembre 1999. Le chiffre d'affaires de l'année 2000 était supérieur à dix milliards US$ ; il est passé à treize milliards en 2006.
En 2000, Fiat-CNH Global devient le premier constructeur mondial d'équipement agricoles, et le troisième constructeur mondial d'engins de travaux publics. Basée aux États-Unis, CNH Global fabrique dans 16 pays et commercialise ses produits dans 160 pays à travers plus de dix mille revendeurs et concessionnaires. Les produits du groupe Fiat-CNH sont commercialisés sous diverses marques : Case, Case International Harvester, Fiat, Fiat-OM, Fiat-Allis, Fiat-Hitachi, Fiat-Kobelco, Link-Belt, New Holland, O&K, Steyr et Kobelco.
Le 1er janvier 2011, après la scission du groupe Fiat en Fiat Automobiles et Fiat Industrial, CNH devient une filiale de Fiat Industrial S.p.A.. En 2013, Fiat-CNH Global et Fiat Industrial fusionnent pour créer la holding CNH Industrial.

## Définitions
- Modulor : relevage hydraulique équipé de la modulation de traction, système IH.
- Amplimatic : transmission permettant de passer d'une vitesse lente à une vitesse rapide, ou inversement, sans débrayer, accompagnée d'un amplificateur de couple. Elle se compose de 16 vitesses avant et 4 vitesses arrière. Un levier de vitesse (4), le levier d'Amplimatic et un levier de gamme (Lente = Champs / Rapide = Route / Marche arrière).
- Agriomatic : transmission permettant de passer d'une vitesse lente à une vitesse rapide, ou inversement, sans débrayer. Elle se compose de 8 vitesses avant et 2 vitesses arrière. Un levier de vitesse (4) et un levier de gamme (Lente = Champs / Rapide = Route / Marche arrière).
- Oton : graine non écossée, non battue correctement. En général, la moissonneuse possède un système de retour d'otons au batteur ou un petit batteur intermédiaire, le batteur à otons, qui rebat ces graines non-battues mais à partir de la E8-41, les otons sont redirigés soit vers le batteur, soit vers la table à grains, soit les deux à la fois[10].